# LM Wind Power

Ehemaliges Logo

LM Wind Power (ehemals LM Glasfiber) mit Sitz in Kolding (Dänemark) ist ein bedeutender Rotorblatthersteller für Windenergieanlagen.

## Geschichte
Die 13 Produktionsstandorte befinden sich in unter anderem in Dänemark, Indien, Spanien, China, Polen, Brasilien und den USA. Über die Tochter Svendborg Brakes stellt die Gruppe auch hydraulische Komponenten her.
Das Unternehmen wurde 1940 unter dem Namen Lunderskov Møbelfabrik ursprünglich als Möbelfabrik im Ort Lunderskov gegründet. Seit Anfang der 1950er Jahre wurden Produkte aus glasverstärktem Kunststoff hergestellt. Infolgedessen wurde der Name des Unternehmens 1952 in LM Glasfiber geändert. 1978 erfolgte die Herstellung der ersten Rotorblätter. 1991 stieg das Unternehmen mit der Lieferung der Rotorblätter für den Windpark in Vindeby in die Offshore-Windenergie ein.  Ab 2001 war das Unternehmen in Besitz des Private-Equity-Investors Doughty Hanson & Co. 2009 fusionierte das Unternehmen mit Svendborg Brakes, einem von Doughty Hanson 2008 erworbenen Hersteller von hydraulischen Komponenten. Im April 2010 erfolgte die Umbenennung in LM Wind Power.
Im Oktober 2016 erwarb General Electric das Unternehmen für 1,5 Mrd. Euro. Das Unternehmen soll operativ eigenständig bleiben und weiterhin Rotorblätter für andere Windkraftanlagenhersteller liefern.